# Брезовиця-при-Метликі
Брезовиця-при-Метликі (словен. Brezovica pri Metliki) — поселення в общині Метлика, регіон Південно-Східна Словенія, Словенія.